# Großsteingräber bei Neuenfeld
Die Großsteingräber bei Neuenfeld waren vermutlich sieben megalithische Grabanlagen der jungsteinzeitlichen Trichterbecherkultur bei Neuenfeld, einem Ortsteil von Schönfeld im Landkreis Uckermark (Brandenburg). Von diesen existieren heute nur noch drei. Grab 1 trägt die Sprockhoff-Nummer 457. Die Anlagen 2 und 3 sind nur noch in Resten erhalten. Die übrigen Gräber wurden im 19. Jahrhundert zerstört.

## Lage
Grab 1 befindet sich südsüdöstlich von Neuenfeld an der Kreuzung der Wege von Klockow nach Osten und von Neuenfeld nach Carmzow auf einem Feld. Die Gräber 2 und 3 befinden sich etwa 300 m südöstlich hiervon. Sie stehen 15 m voneinander entfernt. In der Umgebung dieser Anlagen gab es einst mehrere, vermutlich bronzezeitliche Grabhügel. Hugo Schumann nennt nördlich von Neuenfeld noch vier weitere Gräber, die aber bereits im ausgehenden 19. Jahrhundert nicht mehr existierten und über die keine näheren Informationen vorliegen. In der Umgebung von Neuenfeld wurden zudem noch eine Steinkiste, mehrere Flachgräber und Lesefunde entdeckt, die sich der Trichterbecherkultur zuordnen lassen.

## Beschreibung

### Grab 1

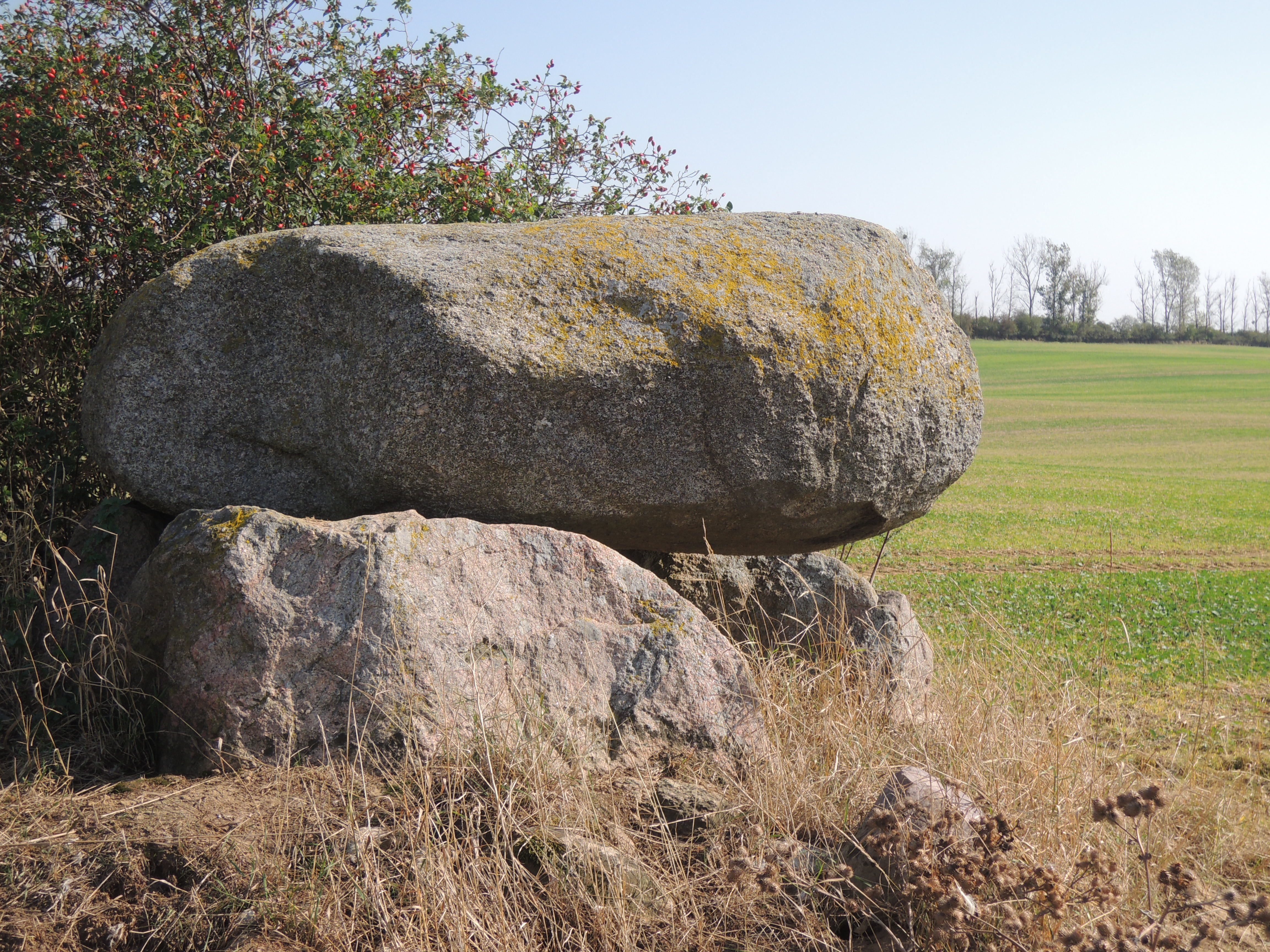
Grab 1

Grab 1 besitzt eine ursprünglich von einem Rollsteinhügel ummantelte, nordost-südwestlich orientierte Kammer, bei der es sich um einen Urdolmen handelt. Die Hügelschüttung ist flach, aber noch erkennbar. Von den Wandsteinen stehen drei in situ. Es handelt sich um den aufrecht stehenden nordöstlichen Abschlussstein und die beiden liegenden Steine der Langseiten mit einer Länge von 1,8 m bzw. 1,6 m. Der Wand- oder Schwellenstein der südwestlichen Schmalseite fehlt. Der Deckstein befindet sich in situ. Er hat eine Länge von 2,2 m, eine Breite von 1,8 m und eine Dicke von 0,8 m, seine Oberseite weist einige Schälchen auf. Die Kammer hat eine Länge von 1,6 m und eine Breite von 0,9 m.

### Grab 2

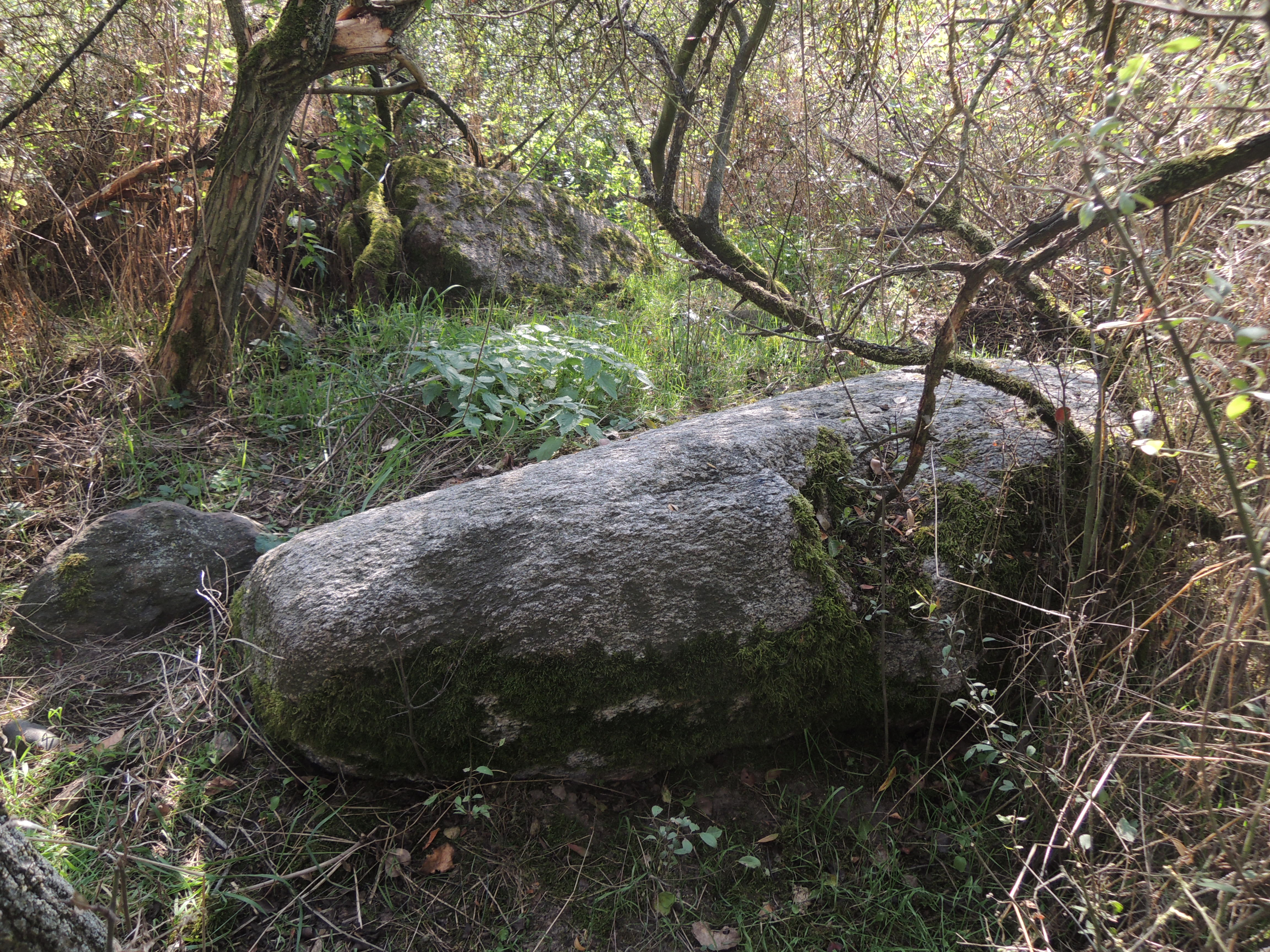
Grab 2

Grab 2 besaß ebenfalls einen Rollsteinhügel. Von der Grabkammer sind nur noch einige in Unordnung umherliegende Steine vorhanden. Das ursprüngliche Aussehen der Kammer lässt sich nicht mehr rekonstruieren. Eberhard Kirsch verzeichnet die Anlage irrtümlich als zerstört.

### Grab 3

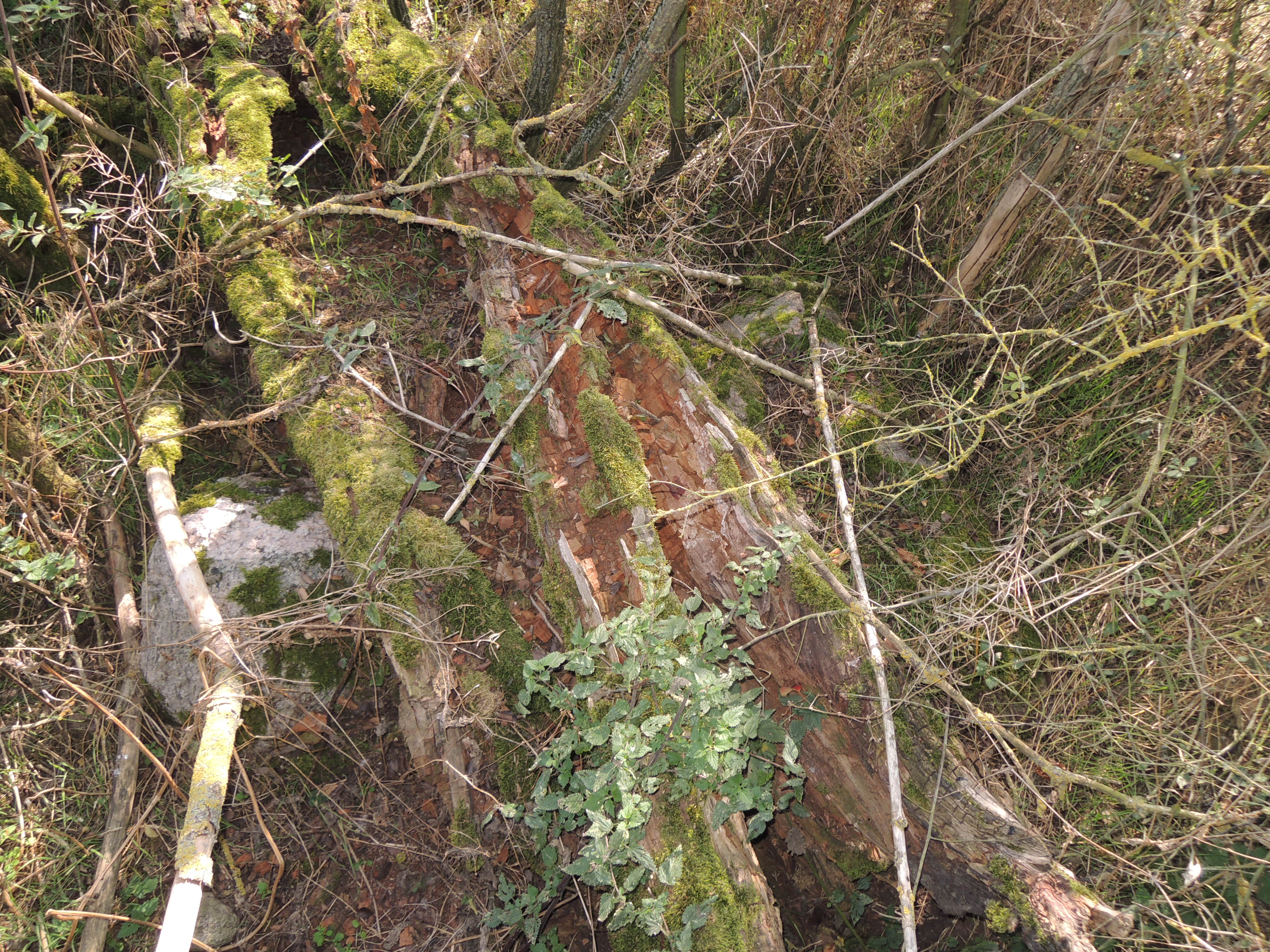
Grab 3

Auch Grab 3 besaß einen Rollsteinhügel. Die Grabkammer weist den gleichen Zustand wie bei Grab 2 auf. Ewald Schuldt, Hans-Jürgen Beier und Eberhard Kirsch verzeichnen diese Anlage irrtümlich als zerstört.